# Mateu Morey
Mateu Jaume Morey Bauzà (* 2. März 2000 in Palma, Mallorca) ist ein spanischer Fußballspieler. Der rechte Verteidiger steht beim RCD Mallorca unter Vertrag und war spanischer Nachwuchsnationalspieler.

## Karriere

### Verein
Morey wurde in Palma de Mallorca geboren und spielte während seiner Jugendzeit unter anderem beim lokalen RCD Mallorca. Als Fünfzehnjähriger wurde er in der Jugendakademie des FC Barcelona aufgenommen und bis zum Alter von 19 ausgebildet. Mit der A-Jugend des Vereins gewann Morey 2018 die UEFA Youth League. In der Folge war er für die zweite Mannschaft eingeplant, verpasste jedoch die komplette Spielzeit aufgrund eines Bänder- und eines Meniskusrisses.
Zur Saison 2019/20 folgte der wieder genesene Morey seinem bereits vor einem Jahr gewechselten ehemaligen Mannschaftskameraden Sergio Gómez in die Bundesliga zu Borussia Dortmund. Dort erhielt der Spanier einen bis Juni 2024 gültigen Vertrag. Im Vorfeld hatten sich auch Juventus Turin und der FC Bayern München für ihn interessiert. In der Vorbereitungsphase nahm Morey an den Trainingseinheiten der Profis teil, hatte jedoch vor Saisonbeginn auch mit einer Schulterverletzung zu kämpfen. Anfang August gewann er als Teil des Profikaders mit dem BVB den DFL-Supercup. Da er sowohl Łukasz Piszczek als auch Achraf Hakimi auf der rechten Außenbahn vor sich hatte, spielte er zunächst nur für die Regionalligamannschaft. Am 29. Spieltag kam Morey beim 6:1-Sieg gegen den späteren Absteiger SC Paderborn 07 in der Schlussphase aufs Feld und legte den letzten Treffer auf. In zwei weiteren Spielen wurde er für Offensivspieler eingewechselt und stand in den letzten beiden jeweils anstelle von Hakimi auf der rechten Außenbahn in der Startelf.
Nach dem Wechsel Hakimis nach Italien setzte Trainer Lucien Favre auf der rechten Außenbahn zunächst auf Emre Can sowie den Neuzugang Thomas Meunier. Aufgrund unbefriedigender Leistungen Meuniers erhielt Morey zwischen dem 10. und dem 29. Spieltag zehn Startelfnominierungen in der Bundesliga und wurde zweimal eingewechselt. In diesem Zeitraum bereitete er drei Tore vor, davon ein spielentscheidendes, jedoch spielte er mit der Mannschaft, wenn er auf dem Feld stand, auch nur dreimal zu Null. Seine besten Zensuren erhielt Morey vom kicker beim zweiten Revierderby der Saison sowie gegen Arminia Bielefeld; beide Partien gewann der BVB ohne Gegentreffer. Auch in der Champions League war der Spanier bis zum Ausscheiden im Viertelfinale ebenso wie im Pokal häufig Bestandteil der ersten Elf. Im Halbfinale des DFB-Pokals Anfang Mai 2021 verletzte er sich kurz nach seiner Einwechslung ohne Fremdeinwirkung so schwer am rechten Knie, dass er langfristig ausfiel. Die Mannschaft gewann die letzten sieben Ligaspiele (in den ersten zweien war der Flügelspieler noch dabei) sowie in Moreys Abwesenheit auch nach einem Endspielerfolg über RB Leipzig den Pokal. Mitte Oktober konnte der 21-Jährige zumindest wieder ins Lauftraining einsteigen.
Mitte August 2022 absolvierte Morey für die U23 in der 3. Liga sein erstes Pflichtspiel nach 468 Tagen. Aufgrund einer Operation am Außenmeniskus seines linken Knies fiel der Spanier jedoch Ende des Monats erneut langfristig aus. Ende November 2023 stand Morey erstmals wieder in einem Spieltagskader des BVB, wurde beim 4:2 gegen Borussia Mönchengladbach aber nicht eingesetzt. Dafür folgten einige Wochen später zwei Spiele für die U23. Am 9. Februar 2024 wurde Morey schließlich im Spiel gegen den SC Freiburg, das mit 3:0 gewonnen wurde, in der Schlussphase eingewechselt und spielte so das erste Mal nach 1.015 Tagen wieder für die Bundesligamannschaft. Im Anschluss an die Saison verließ der Spanier Dortmund, nachdem sein Vertrag nicht mehr verlängert worden war.
Im Juli 2024 wechselte er zurück zu seinem Jugendverein RCD Mallorca und unterschrieb dort zunächst für ein Jahr.

### Nationalmannschaft
Morey spielte dreimal für die U17 Spaniens sowie in 20 Partien für die U18. Mit der U17 nahm er gemeinsam mit Sergio Gómez an der EM 2017 teil, bei der er lediglich eine Partie verpasste und im siegreichen Finale je einmal regulär und vom Elfmeterpunkt gegen England traf. Auch bei der ein halbes Jahr später stattfindenden U17-Weltmeisterschaft gelangte Morey mit Spanien ins Endspiel und traf erneut auf England, diesmal verlor man jedoch mit 2:5.

## Erfolge
Spanien
- U17-Europameister: 2017

FC Barcelona
- UEFA-Youth-League-Sieger: 2018

Borussia Dortmund
- DFL-Supercup-Sieger: 2019 (ohne Einsatz)
- DFB-Pokalsieger: 2021